# تشارلز كينغ (لاعب كريكت)
تشارلز كينغ (1847 - 10 نوفمبر 1917 في نيوزيلندا) (بالإنجليزية: Charles King)‏ هو لاعب كريكت نيوزلندي.

## وصلات خارجية
- تشارلز كينغ على موقع إي آس بي آن كريك إنفو (الإنجليزية)